# Voyez comme ils dansent
Voyez comme ils dansent è un film del 2011 diretto da Claude Miller.

## Trama
Lise Clément, una documentarista francese, intraprende un viaggio attraverso il Canada per realizzare un video sul treno The Canadian. Il viaggio la porta sulle tracce dell'ex-marito Victor Clément, attore teatrale, mimo e clown di enorme talento ma afflitto da un intenso mal di vivere, che l'aveva lasciata per un'amerindiana di origine Mohawk, Alexandra Lewis. Con quest'ultima l'uomo, per un certo tempo, aveva vissuto nell'Alberta a contatto con la natura selvaggia fino a un drammatico epilogo che verrà svelato più chiaramente verso il finale.
Durante una sosta forzata del treno, Lise, ammalata, contatta Alexandra, che è medico, col pretesto di farsi curare, in realtà con l'obiettivo di indagare sulla vita dell'amato ex compagno nel periodo successivo alla loro unione. Le due donne si incontrano e si scontrano, dapprima con una certa diffidenza da parte di Alex, pur temperata da un'attitudine curativa, e con una certa sufficienza da parte di Lise. Alla fine l'astio cede il passo al mutuo riconoscimento, da parte delle due donne, di avere bisogno l'una della storia dell'altra per ricomporre i tasselli della vita di Vic/Clément e dunque, ciascuna della propria stessa esistenza.

## Distribuzione
Il film è uscito nelle sale francesi il 3 agosto 2011. In Italia è stato presentato in concorso al Festival Internazionale del Film di Roma 2011.

## Riconoscimenti
- Festival Internazionale del Film di Roma
  - 2011 – Gran Premio della Giuria Marc'Aurelio d'Argento